# بدورحل (عبس)

تعديل مصدري - تعديل

بدورحل هي إحدى قرى عزلة بني حسن بمديرية عبس التابعة لمحافظة حجة، بلغ تعداد سكانها 43 نسمة حسب تعداد اليمن لعام 2004.